# Religion i Afrika
De flesta i Afrika bekänner sig till kristendom eller islam. Religiösa uppfattningar såsom animism, förfädersdyrkan och spiritism är också viktiga, och utövas ofta parallellt med kristendom och islam, se Afrikanska stamreligioner.

## Abrahamitiska religioner
Kristendom har funnits i Afrika i två årtusenden och är idag den största trosbekännelsen i Afrika. Den Koptisk-ortodoxa kyrkan i Egypten har funnits sedan kristendomens tidiga dagar och var lika inflytelserik för kristendomens tidiga utveckling som kyrkor i mellanöstern och Europa. Koptisk-ortodoxa kristna finns idag förutom i Egypten även i Etiopien, Eritrea och i omkringliggande länder. Kolonialtidens europeiska missionärer, och pingströrelsen i nutid, har etablerat kristendom som Afrikas största trosbekännelse. 
Islam spreds från 600-talet genom den arbiska slavhandeln och är nu utbredd i Nordafrika, regioner runt Sahel, Västafrika, Afrikas horn och kring Zanzibar i Östafrika.
I mångt och mycket har kristendom och islam anpassats till inhemska kulturyttringar.
Judendom har länge haft en viktig närvaro i Afrika. Det finns flera judiska samfund spridda över kontinenten, såsom Beta Israel i Etiopien och Abayudaya i Uganda.

## Förfaders- och andedyrkan
Många kulturer i Afrika har en religiös tro på sina förfäders andar. De har ofta behållit sina traditionella religioner, parallellt med kristendom och islam. Ibland tros vanliga människor besitta gudomlig makt. Dessa helbrägdagörare eller medicinmän kan använda mediciner eller magi för att bota sjukdomar eller för att åsamka skada. Afrikanska ättlingar i Västindien har utvecklat detta vidare och kallar det voodoo.